# Aldo Serna
Aldo Serna (Aguascalientes, Aguascalientes; 5 de julio de 2001) es un futbolista mexicano, juega como Mediocampista y su equipo actual es el Tlaxcala FC de la Liga de Expansión MX.

## Trayectoria
Formación en Club Necaxa y Atlético San Luis
Comenzó su trayectoria en la categoría sub-15 del Club Necaxa en 2016. En 2019 se incorporó a la categoría sub-20 del Atlético de San Luis, teniendo la mayor parte de su actividad en las fuerzas básicas de equipo potosino en dicha categoría, aunque tuvo actividad en 1 partido del equipo Premier.

### Tlaxcala Fútbol Club
En 2023 llega a Tlaxcala Fútbol Club, debutando en Liga de Expansión el 6 de enero de 2023, siendo titular en un empate a 0 ante Atlético Morelia. Anotó su primer gol el 23 de marzo del mismo año, tras anotar el primer tanto de una victoria por 0-2 ante Atlante.